# Tony Sheridan
Tony Sheridan, właśc. Anthony Esmond Sheridan MacGinnity (ur. 21 maja 1940 w Norwich, zm. 16 lutego 2013 w Hamburgu) – brytyjski muzyk. Na początku 1960 roku był jednym z twórców i prekursorów muzyki big-beatowej.

## Życie
Anthony Esmond Sheridan McGinnity był synem Irlandczyka i Angielki. Wychowywał się pod wpływem muzyki klasycznej i wcześnie nauczył się grać na skrzypcach. Jako zdolny nastolatek zmienił szkołę na artystyczną, a skrzypce na gitarę.
W 1956 założył swoją pierwszą grupę skifflową The Saints (Święci), i zabrał ją w 1957 do Londynu. Współpracował i towarzyszył w trasach koncertowych takim muzykom jak: Conway Twitty, Gene Vincent, Eddie Cochran. W latach 1958–1959 był gitarzystą zespołu Vince Taylor & The Playboys i wziął udział w telewizyjnym show Oh Boy w BBC, gdzie jako pierwszy zagrał na żywo w telewizji na gitarze elektrycznej (9 maja 1959). W 1959 założył trio z Brianem Lockingiem i Brianem Bennettem, którzy później grali w grupie towarzyszącej Cliffa Richarda. Trasa, w którą wyruszył z Eddiem Cochranem i Gene’em Vincentem, Eddie Cochran & Gene Vincent Rock ’n’ Roll-Show zakończyła się tragiczną śmiercią Eddiego Cochrana. Do Hamburga przeniósł się jako członek grupy The Jets w 1960, z którą występował w Kaiserkeller. Podczas gdy pozostali członkowie zespołu The Jets powrócili do Anglii, on pozostał w Hamburgu i występował jako solowy piosenkarz w Top Ten na Reeperbahn.
Towarzyszyły mu rozmaite zespoły, np. Gerry & the Pacemakers, jednak najbardziej znana grupa to The Beatles, którzy wówczas występowali jeszcze w pięciu ze Stuartem Sutcliffe’em na basie i Pete’em Bestem na perkusji. Beatlesi towarzyszyli mu nie tylko na scenie. Mieszkali miesiącami razem i spędzali ze sobą większość wolnego czasu. Paul McCartney nazywał go nauczycielem, a George Harrison oraz John Lennon nauczyli się od niego wielu technik i tricków gitarowych. W 1961 pod kierunkiem producenta Berta Kaempferta realizował nagrania dla firmy Polydor.
Ze swoją własną grupą realizował program na żywo, który prezentował różne kierunki muzyki rozrywkowej, rock, blues, folk oraz ballady. 18 września 2011 w Stodole-Muzeum w Langes Tannen zorganizował koncert pożegnalny dla swojej zmarłej żony w ramach cyklu „Immer am Sonntag” (Zawsze w niedzielę).
Zmarł 16 lutego 2013 w Asklepios Klinik w Hamburgu.

## Dyskografia

### Albumy
- Tony Sheridan and The Beat Brothers: My Bonnie (1962)
- Tony Sheridan & Big Six: Just A Little Bit (1964)
- Tony Sheridan & The Beat Brothers: Let’s Do The Madison, Twist, Locomotion, Slop, Hully Gully, Monkey (1964)
- Tony Sheridan & The Big Six: My Babe (1965)
- Tony Sheridan: On My Mind (1976)
- Tony Sheridan & The Elvis Presley Band: Worlds Apart (1978)
- Tony Sheridan: Novus (1984)
- Tony Sheridan: Ich lieb’ Dich so (1986)
- Tony Sheridan (z Albertem Lee): Dawn Colours (1987)
- Tony Sheridan: Here And Now (1988)
- Bodhi Khalid: Mother Earth Carry Me (1997)
- Charly Garcia: Influencia (2002)
- Tony Sheridan: Vagabond (2002)

### Single i LP
- Tony Sheridan: Ich lieb’ Dich so (Ecstasy) / Der Kiss-Me Song (1962)
- Tony Sheridan & The Beat Brothers: Madison Kid / Let’s Dance (1962)
- Tony Sheridan & The Beatles: Mister Twist (EP, 1962)
- Tony Sheridan & The Beatles: My Bonnie (1962)
- Tony Sheridan & The Beat Brothers: You Are My Sunshine / Swanee River (1962)
- Tony Sheridan & The Beat Brothers: Ya Ya (EP, 1962)
- Tony Sheridan & Joey Dee and The Starlighters / & The Beat Brothers: Ruby Baby / What’d I Say (1963)
- Tony Sheridan & The Beat Brothers: Slop (1963)
- Tony Sheridan & The Beat Brothers: Veedeboom Slop Slop / Let’s Slop (1963)
- Tony Sheridan & The Beat Brothers: DoRe-Mi / My Babe (1963)
- Tony Sheridan & Big Six: Skinny Minnie (EP, 1964)
- Tony Sheridan & The Beatles: Ain’t She Sweet / Take Out Some Insurance On Me Baby (1964)
- Tony Sheridan & The Big Six: Jambalaya / Will You Still Love Me Tomorrow (1964)
- Tony Sheridan & The Big Six: Vive l’amour / Hey! Ba-Ba-Re-Bop (1964)
- Tony Sheridan & The Big Six: La Bamba / Shake It Some More (1965)
- Tony Sheridan: Wolgalied / Alles aus Liebe zu Dir (1965)
- Tony Sheridan & The Big Six:  The Creep / Just You and Me (1966)
- Tony Sheridan & The Big Six: Skinny Minnie / Jailhouse Rock(1966)
- Tony Sheridan: Ich will bei Dir bleiben / Ich laß Dich nie mehr wieder geh’n (1967)
- Tony Sheridan & Carole Bell: Ich glaub’ an dich / Monday Morning (1972)
- Tony Sheridan: Live in Berlin ’73 (1974)
- Tony Sheridan: Lonely / If She’d Have Stayed (1975)

### Kompilacje i nagrania na żywo
- Tony Sheridan & The Beatles: The Beatles First (1964)
- Tony Sheridan & The Beatles: The Beatles featuring Tony Sheridan (1964)
- Tony Sheridan & Beat Brothers & The Beatles: Meet the Beat (1965)
- Tony Sheridan & The Beatles: In the Beginning (1970)
- Tony Sheridan & The Beatles: The Beatles in Hamburg (1970)
- Tony Sheridan: Rocks On! (Live in Berlin ’73) (1974)
- Tony Sheridan & Rod Davis (John Lennon’s Quarrymen): Historical Moments (2001)
- Tony Sheridan: Tony Sheridan Vol. 1 (The Singles 1961–1964) (1984)
- Tony Sheridan: Tony Sheridan Vol. 2 (The Singles 1965–1968) (1984)
- Tony Sheridan: Tony Sheridan Vol. 3 (1984)
- Tony Sheridan & The Beat Brothers: Live & Dangerous (1996)
- Tony Sheridan & The Beatles: Beatles Bop – The Hamburg Days (2001)
- Tony Sheridan & Band: Tony Sheridan 2007 – live (2007)

## Literatura
- Thorsten Knublauch, Axel Korinth: Komm, Gib Mir Deine Hand – Die Beatles in Deutschland 1960–1970. Books on Demand GmbH, 2008, ISBN 978-3-8334-8530-5.